# Mamaia
Pour le film homonyme, voir Mamaia (film).
Mamaïa (Mamaia) est la station de vacances d'été la plus grande et la plus connue de Roumanie : c'est l'équivalent, sur la mer Noire, de Saint-Tropez ou d'Ostende.

## Histoire
Mamaia n'était qu'un village de pêcheurs grecs et de bergers roumains, ayant jadis appartenu à un bey ottoman d'origine tatare, dénommé Mamaï. La région est rattachée au royaume de Roumanie en 1878, mais ce n'est qu'à partir de 1906 que les premiers hôtels balnéaires commencent à s'élever, et la station ne devient populaire qu'à partir des années 1930. Fermée pendant la guerre, elle est développée dans les années 1960 par le régime communiste qui y construit de grands hôtels allant jusqu'à 15 étages. Dans les années 1970, sa renommée est parvenue jusqu'en France (et en Belgique francophone) parce qu'à la grande époque du communisme, c'était une destination bon marché et populaire, à moins de trois heures d'avion, où de nombreux syndicalistes, membres du PCF (y compris ses dirigeants) et des mouvements de jeunesse liés à celui-ci, allaient en vacances. La station attirait aussi beaucoup de Soviétiques, d'Allemands de l'Est, de Polonais, de Tchécoslovaques cherchant le climat chaud, ainsi que des Roumains qui s'y rendaient non seulement pour la plage et la mer, mais aussi pour les magasins alimentaires, beaucoup mieux fournis que dans le reste du pays. Le club Méditerranée y eut, un temps, un village. Du point de vue administratif, Mamaia est un quartier de la ville de Constanța. 

## Géographie
Cette station est très étendue (jusqu'à 8 km en longueur) et possède une belle promenade marine et une plage au sable très fin, située sur un étroit cordon littoral entre la Mer Noire et le liman du Siutghiol. Mis à part quelques gardiens et pêcheurs, elle n'a presque pas d'habitants pendant l'hiver, mais elle est complètement prise d'assaut par les touristes en été. La saison de plage dure de début juin jusqu'à la fin septembre. La température diurne moyenne de l'air en haute saison est de 27 °C. Les plus chaudes journées sont toujours accompagnées d'une brise agréable.
La mer y est d'une salinité convenable pour l'organisme humain – 17 g/l (deux fois moins élevée que la Méditerranée ou l'Atlantique) – n'irritant pas les yeux. La température moyenne de l'eau en saison est de 21 à 24 °C. L'absence des marées et de grandes vagues près du rivage, ainsi que la pente douce du fond de mer, éliminent les risques d'accident pour les enfants et ceux qui ne savent pas nager. En outre, il n'y a ni requins, ni courants marins l'été. 
Les plages sont constituées uniquement de sable fin ou moyen, et ont une largeur considérable. De manière générale, il n'y a pas de rochers sous marins.
La station possède une excellente base nautique, de nombreux hôtels (de deux à cinq étoiles), bars, restaurants, discothèques, etc. La ville de Constanța (350 000 habitants) est très proche (2 km) et facilement accessible.

## Dans la culture populaire
Le film Mamaïa de José Varéla avec Adriana Bogdan, Jean-Pierre Kalfon, les Jets, a été tourné en 1966 à Mamaïa.